# Leucanopsis umbrosa
Leucanopsis umbrosa là một loài bướm đêm thuộc phân họ Arctiinae, họ Erebidae.